# Massimo Majowiecki

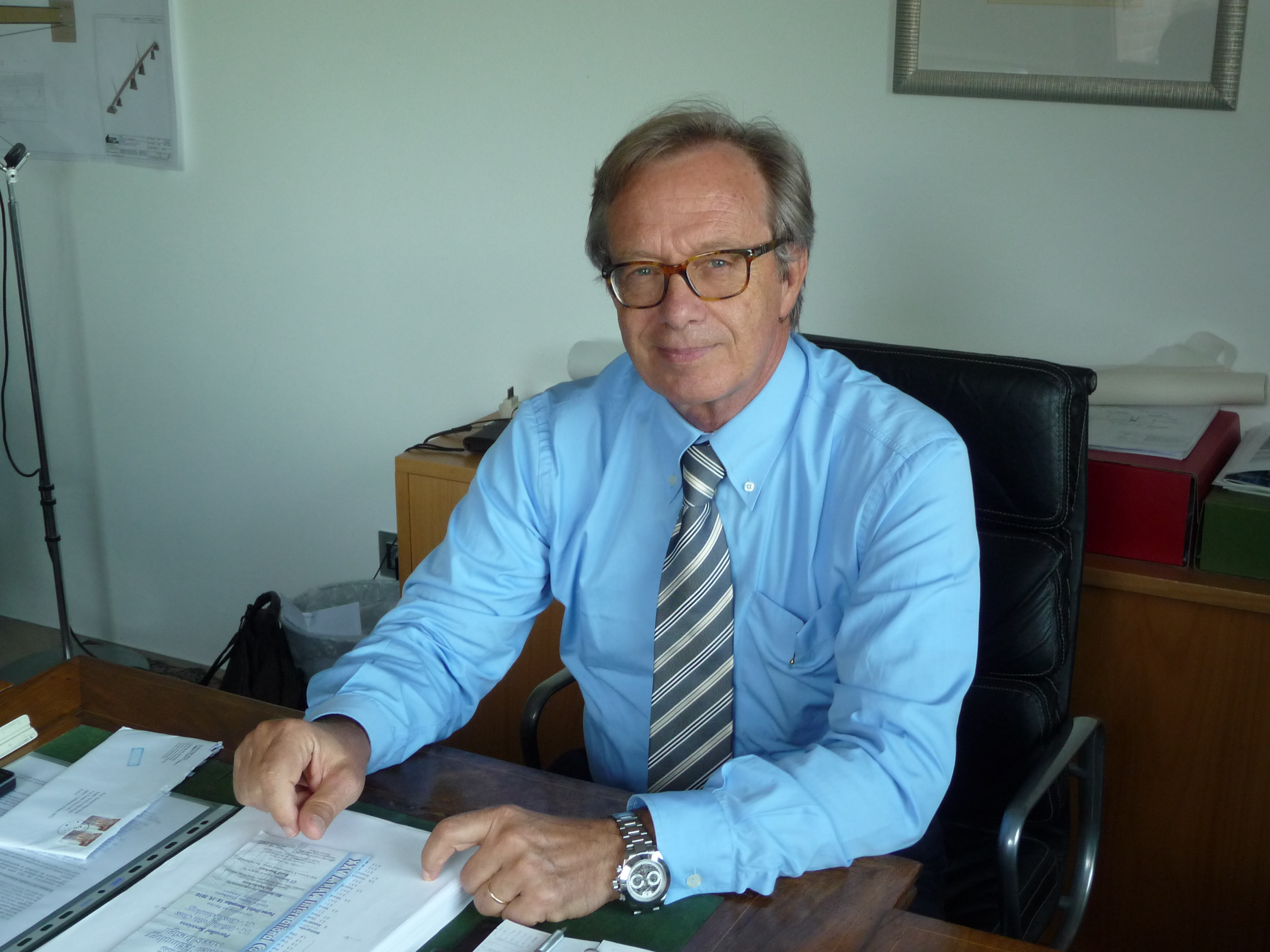
Prof. Ing. Massimo Majowiecki

Massimo Majowiecki (Milano, 15 marzo 1945) è un ingegnere e architetto italiano, progettista di strutture speciali.

## Biografia
Di origini polacche e laureato in ingegneria civile all'Università di Bologna nel 1969, è risultato vincitore del primo premio dell'U.I.S.A.A. (Ufficio Italiano Sviluppo Acciaio) per la migliore tesi di laurea italiana e della borsa di studio C.N.R. (Consiglio Nazionale delle Ricerche) presso il Dipartimento di Ingegneria delle Strutture della Facoltà di Ingegneria, Università di Bologna, per il periodo 1970-74.
Negli anni successivi ha ricoperto il ruolo di professore associato di tecnica delle costruzioni, tenendo il corso di strutture speciali. Inoltre, ha ricoperto la cattedra di Architettura Strutturale presso l'Università IUAV di Venezia dal 2001 al 2010.
Massimo Majowiecki nel corso degli anni ha affiancato alla professione l'attività di ricerca spaziando in molti campi della progettazione ingegneristica, tuttavia il suo contributo maggiore ha riguardato le grandi coperture e le tensostrutture. Riguardo a queste ultime ha sviluppato modelli matematici applicati a software per il calcolo agli elementi finiti delle tensioni nelle membrane.
Majowiecki collabora in qualità di consulente e progettista strutturale a numerosi progetti internazionali, per i quali ha ricevuto numerosi premi.
I progetti più noti a cui ha partecipato in qualità di consulente progettista sono: lo stadio delle Alpi, la copertura dello stadio Olimpico di Roma, la passerella della nuova fiera di Bologna. Recentemente ha partecipato in qualità di progettista strutturale alla costruzione del nuovo Allianz Stadium (Torino) sorto sulle macerie del vecchio stadio delle Alpi.
È stato inoltre progettista strutturale del Nuovo Centro Congressi "la Nuvola" dell'architetto Massimiliano Fuksas e della copertura del Dipartimento di Arti Islamiche del Louvre progettata dagli architetti Mario Bellini e Rudy Ricciotti.
Diversi sono i progetti sviluppati autonomamente da Majowiecki tra cui la passerella pedonale sull'A13 nei pressi di Bologna, la passerella pedonale sul fiume Reno, i padiglioni 14-15, 18 e 20 della Fiera di Bologna.

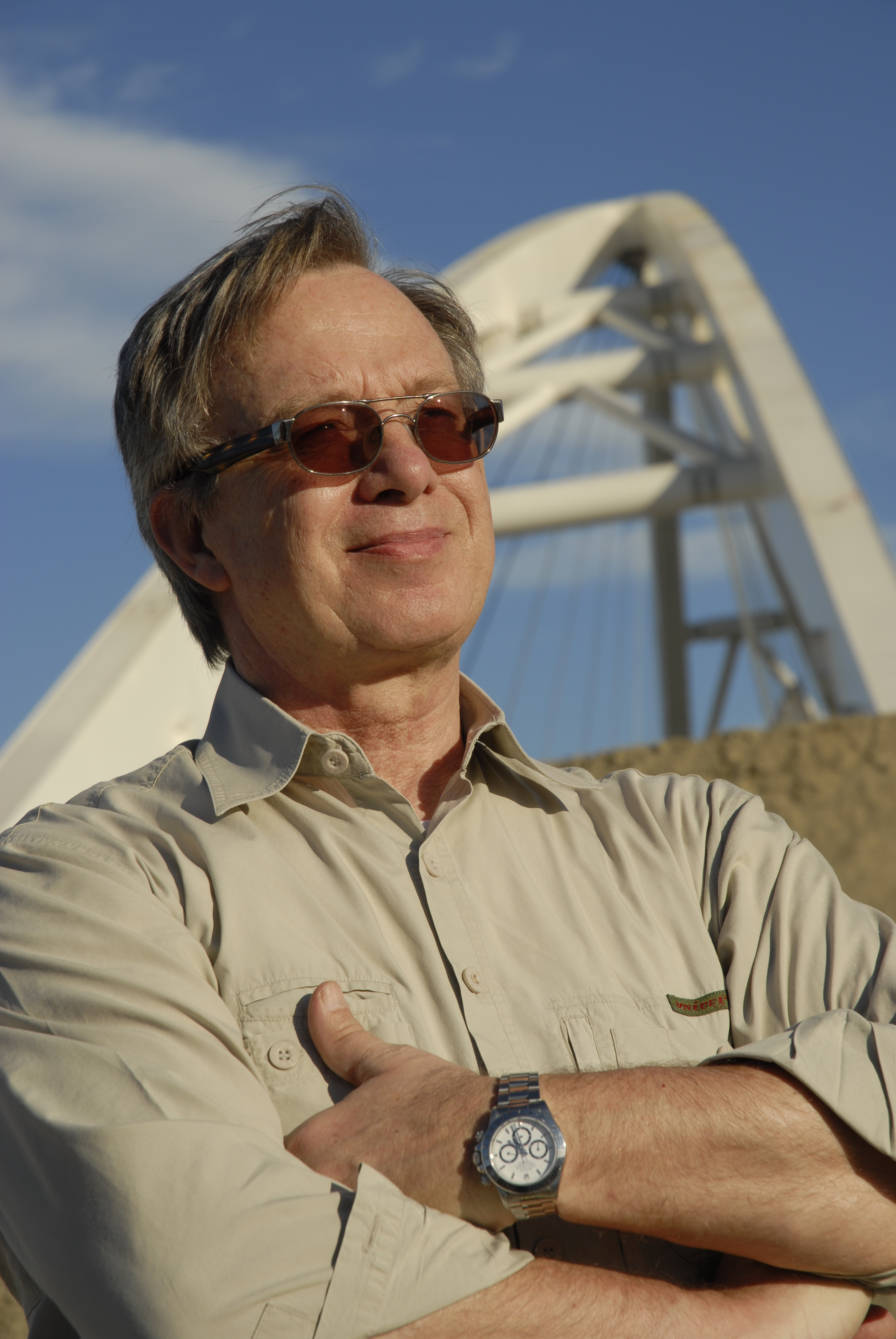
Prof. Ing. Massimo Majowiecki e Passerella ciclo-pedonale sull'A13 (Bologna)

A Massimo Majowiecki è stata consegnata, nel 2008 la laurea honoris causa in architettura da parte della Facoltà di architettura dell'Università di Trieste.

## Progetti

### Impianti sportivi e stadi
- Stadio Paul Biya - Yaoundé
- Allianz Stadium (Torino) - Torino
- AEL FC Arena - Larissa
- Stadio Alberto Braglia - Modena
- Stadio Geōrgios Karaiskakīs - Atene
- Stadio comunale di Braga - Braga
- Piscina Carmen Longo - Bologna
- Vitrifrigo Arena - Pesaro
- Palazzo Mauro De André - Ravenna
- Stadio delle Alpi - Torino
- Stadio Olimpico (Roma) - Roma
- Stadio della pace e dell'amicizia - Atene

Prof. Ing. Massimo Majowiecki e lo Stadio della pace e dell'amicizia (Atene)

### Edifici
- Torre UnipolSai - Milano
- Grattacielo Intesa Sanpaolo - Torino
- Torre Unipol - Bologna
- Torre Aquileia - Jesolo

### Edifici industriali ed espositivi
- Padiglioni 29 e 30 - Fiera di Bologna
- Copertura percorsi pedonali - Expo Milano 2015
- Stazione di Roma Termini
- Stazione di Firenze Belfiore
- Cometa - Fiera di Milano
- Nuovo Centro Congressi - Roma
- Padiglioni 14 e 15 - Fiera di Bologna
- Fiera di Roma
- Stazione di Roma Tiburtina
- Collegamento dei padiglioni 21 e 24 - Fiera di Bologna
- Padiglione 18 - Fiera di Bologna
- Padiglione 20 - Fiera di Bologna

### Ponti e passerelle
- Matagarup Bridge - Perth
- Seconda passerella ciclo-pedonale sul fiume Reno - Casalecchio di Reno
- Passerella ciclo-pedonale sul fiume Foglia - Pesaro
- Passerella ciclo-pedonale sul fiume Secchia - Sassuolo
- Ponte ferroviario di Korinthos
- Passerella ciclo-pedonale sull'A13 - Bologna
- Ponte strallato sul fiume Adige - Piacenza d'Adige
- Passerella pedonale al Pireo - Atene
- Ponte sul fiume Polcevera - Genova
- Passerella ciclo-pedonale sul Reno - Casalecchio di Reno

### Edifici storici
- Museo Archeologico di Classe - Classe (Ravenna)
- Palazzo Pepoli - Bologna
- Rinforzo della Torre di Pisa - Pisa